# Como Era Verde o Meu Vale

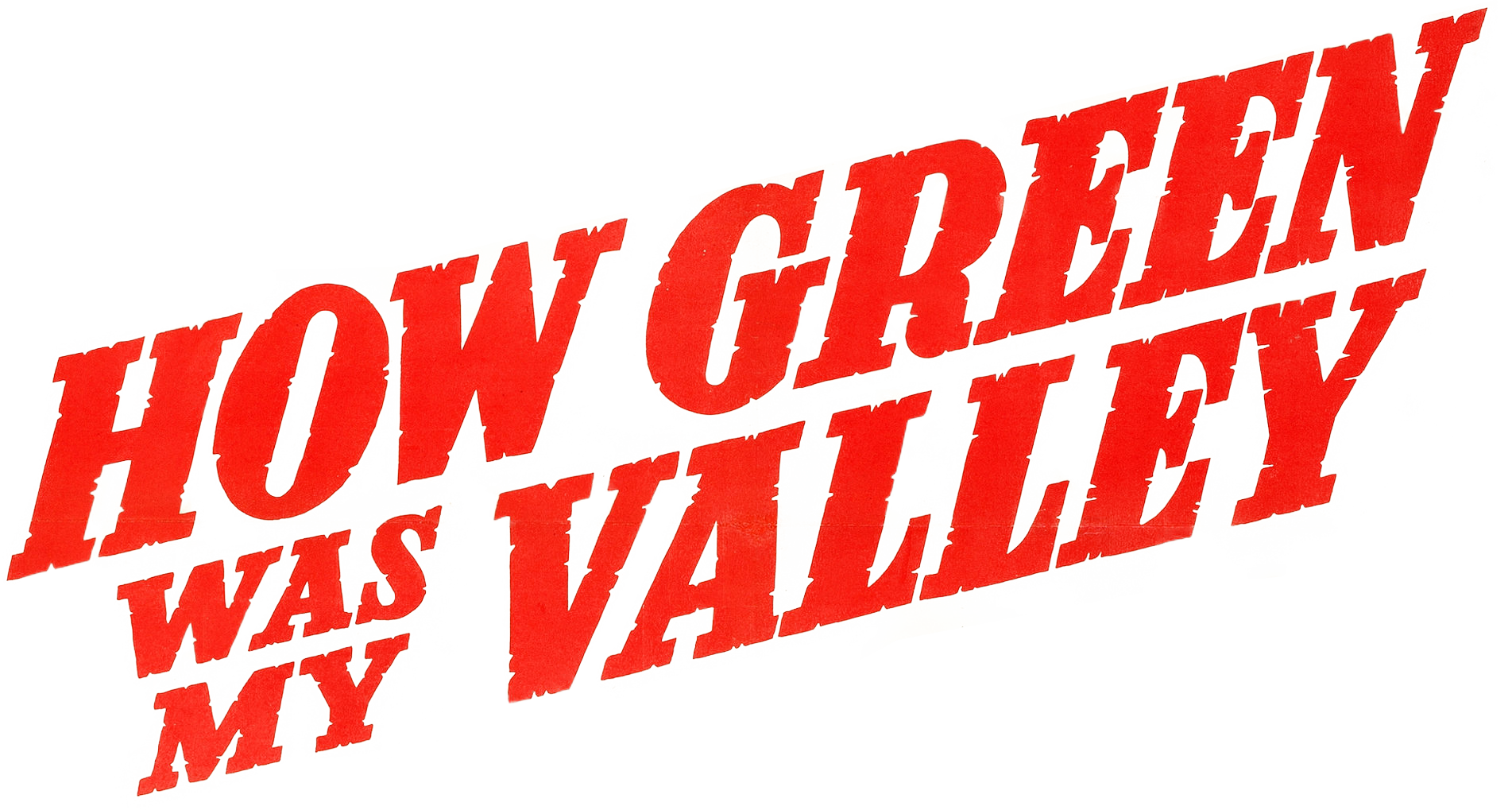
Logo do filme

How Green Was My Valley (Brasil: Como era verde o meu vale / Portugal: O vale era verde) é um romance do escritor britânico Richard Llewellyn, originalmente publicado em 1939.
Foi aclamado internacionalmente e, como a maioria dos livros do autor, a ação transcorre no País de Gales. O escritor dizia que a trama do livro era baseada no seu conhecimento da região de Gilfach Goch, o que acabou sendo comprovado como falso, uma vez que Llewellyn era nascido em Londres. O título do livro foi retirado de sua última frase: "How green was my valley then, and the valley of them that have gone".

## Sinopse
A história de uma família de mineiros do País de Gales no princípio do século XX é contada por Huw Morgan sessenta anos depois dos fatos acontecidos com os membros da sua família, bem como suas desventuras e emoções e, também, a vida dos moradores de seu vale.

## Adaptação cinematográfica
O romance foi transformado em filme em 1941, sob a direção de John Ford, tendo sido premiado com o Oscar de melhor filme de 1942 pela Academia de Artes e Ciências Cinematográficas.